# Campionato di scacchi della Repubblica Ceca
Il Campionato di scacchi della Repubblica Ceca (Mistrovství České republiky v šachu) è un torneo che si svolge nella Repubblica Ceca per determinare il campione nazionale di scacchi.
I primi campionati di scacchi organizzati nel territorio dell'attuale Repubblica Ceca sono stati quelli della Boemia (come parte dell'Impero austro-ungarico) dal 1905 al 1913. Dopo la nascita della Cecoslovacchia si è svolto il Campionato cecoslovacco. Negli anni 1940-44 si è svolto il campionato della Boemia e Moravia. A partire dal 1993 si gioca ogni anno il campionato della Repubblica Ceca, organizzato dalla Federazione scacchistica della Repubblica Ceca.

## Albo dei vincitori

### Campionati della Boemia
| Anno | Città          | Vincitore         |
| ---- | -------------- | ----------------- |
| 1905 | Praga          | Oldřich Duras     |
| 1907 | Brno           | František Treybal |
| 1909 | Praga          | Oldřich Duras     |
| 1911 | Plzeň          | Oldřich Duras     |
| 1913 | Mladá Boleslav | Karel Hromádka    |

### Campionati di Boemia e Moravia
(durante la seconda guerra mondiale)
| Anno | Città    | Vincitore       |
| ---- | -------- | --------------- |
| 1940 | Rakovník | Jan Foltys      |
| 1943 | Praga    | František Zíta  |
| 1944 | Brno     | Karel Opočenský |

### Campionati della Repubblica Ceca
| Anno | Città                    | Vincitore         | Città                   | Campionessa donna   |
| ---- | ------------------------ | ----------------- | ----------------------- | ------------------- |
| 1993 | Luhačovice               | Vlastimil Babula  | Tisnov                  | Petra Krupková      |
| 1994 | Ústí nad Labem           | Zbyněk Hráček     | Nimburk-Ny              | Lenka Ptáčniková    |
| 1995 | Olomouc                  | Karel Mokrý       | Olomouc                 | Silvie Saljová      |
| 1996 | Turnov                   | Petr Hába         | Ústi nad Labem          | Lenka Ptáčniková    |
| 1997 | Zlín                     | Pavel Blatný      | Ostrava                 | Gabriela Hitzgerová |
| 1998 | Zlín                     | Sergei Movsesian  | Clavicola               | Gabriela Hitzgerová |
| 1999 | Lázně Bohdaneč           | Marek Vokáč       | Clavicola               | Silvie Saljová      |
| 2000 | Opava                    | Pavel Blatný      | Řičany                  | Olga Sikorová       |
| 2001 | Kunžak                   | Eduard Meduna     | Trinec                  | Olga Sikorová       |
| 2002 | Ostrava                  | Petr Hába         | Frymburk                | Olga Sikorová       |
| 2003 | Luhačovice               | Miloš Jirovský    | Luhačovice              | Kateřina Čediková   |
| 2004 | Karlovy Vary             | David Navara      | Karlovy Vary            | Olga Sikorová       |
| 2005 | Karlovy Vary             | David Navara      | Karlovy Vary            | Alena Kubiková      |
| 2006 | Brno                     | Viktor Láznička   | Havlickov Brod          | Eva Kulovana        |
| 2007 | Praga                    | Tomáš Polák       |                         |                     |
| 2008 | Havlíčkův Brod           | Vlastimil Babula  | Havlíčkuv Brod          | Kateřina Němcová    |
| 2009 | Děčín                    | Pavel Šimáček     | Děčín                   | Kateřina Čediková   |
| 2010 | Ostrava                  | David Navara[1]   | Ostrava                 | Kateřina Němcová    |
| 2011 | Pardubice                | Jiří Štoček       | Pardubice               | Karolina Olšarová   |
| 2012 | Kouty nad Desnou         | David Navara      | Kouty nad Desnou        | Tereza Olšarová     |
| 2013 | Ledeč nad Sázavou        | David Navara      | Ledeč nad Sazavou       | Martina Marečková   |
| 2014 | Ostrava                  | David Navara      | Ostrava                 | Olga Sikorová       |
| 2015 | Havlíčkův Brod           | David Navara      | Havlíčkuv Brod          | Tereza Olšarová     |
| 2016 | Ostrava                  | Vojtěch Plát      | Ostrava                 | Joanna Worek        |
| 2017 | Ostrava                  | David Navara      | Ostrava                 | Kristýna Havliková  |
| 2018 | Ostrava                  | Svatopluk Svoboda | České Budějovice        | Olga Sikorová       |
| 2019 | Ostrava                  | David Navara      | Praga                   | Karolina Olšarová   |
| 2020 | Plzeň                    | David Navara      | Frydek Mistek           | Kristýna Petrová    |
| 2021 | Zlin                     | Vojtěch Plát      | Frydek Mistek           | Karolina Pilsová    |
| 2022 | Ústí nad Labem           | David Navara      | Jaroměřice nad Rokytnov | Nataša Richter      |
| 2023 | Bystrice nad Pernštejnem | David Navara      | Lisek                   | Julia Movsesian     |
| 2024 | Ostrava                  | David Navara      | Ostrava                 | Olga Sikorová       |

## Campionato di scacchi per corrispondenza della Repubblica Ceca
7. Milos Krmatochvil (1992-1994)
8. Libor Beroun, Stanislav Kudela (1993-1994)
10. Václav Lexa (1995-1996)
11. Stefan Jandek (2001-2003)
12. Ladislav Pravec (2003-2005)
13. Antonin Kadlek (2001-2003)
14. Ludvik Pospišil (1999-2003)
15. David Vrkoc (2001-2003)
16. Kamil Stalmach (2004-2006)
17. Jiři Soudný (2005-2007)
18. Václav Přepiora (2006-2007)
19. Petr Matěka (2007-2009)
20. Petr Laurenc (2008-2009)
21. Jiři Buček (2009-2010)
22. Josef Hladeček (2010-2011)
23. Vladislav Hýbl (2011-2012)
24. Vratislav Novák (2012-2013)
25. Stanislav Kudela (2013-2014)
26. Václac Čontoš (2014-2015)
27. František Nepustil (2015-2016)
28. Jindřich Binas (2016-2017)
29. Jana Valinová (2017-2018)
30. Miloš Prchlý (2018-2019)
31. Pavel Postupa (2019-2020)
32. Jaroslav Alexa, Jindřich Binas (2020-2021)
33. Josef Sikora, Jiři Hostinský, Pavel Postupa, Josef Kolařik, Radek Dlovhý, Jaroslav Alexa, Ladislav Pravec, Štefan Friča (2021-2022)
34. Miloš Prchlý (2022-2023)